# 白衣忏悔者小堂 (普罗旺斯地区艾克斯)
白衣忏悔者小堂（Chapelle des Pénitents Blancs des Carmes）原为罗马天主教白衣忏悔者的小圣堂，位于法国普罗旺斯地区艾克斯中世纪市中心东南的让·布瓦耶广场（place Jean-Boyer），建于17世纪。自1951年以来，它列为法国历史遗迹。
现在它已不再用于宗教用途，改为格拉内博物馆（Musée Granet）的分馆, 用于陈列让·普兰克收藏的艺术品。这些作品于2011年由让与苏珊·普兰克基金会（Fondation Jean et Suzanne Planque）提供。